# 매지컬 할로윈
매지컬 할로윈(일본어: マジカルハロウィン 마지카루 하로윈[*], Magical Halloween)은 일본 코나미의 파친코 제조 회사인 KPE가 만들어낸 파친코 게임이다. 할로윈을 테마로 잡았다.
2007년 7월에 처음으로 발매 후 현재는 9가지 작품들이 발매되었다.

## 작품 목록
- 매지컬 할로윈 (2007년 7월)
- 매지컬 할로윈 R (2009년 3월)
- 매지컬 할로윈 2 (2010년 1월)
- 매지컬 할로윈 3 (2011년 9월)
- 매지컬 할로윈 4 (2013년 11월)
- CR 매지컬 할로윈 (2014년 5월) (4편의 재발매판)
- 매지컬 할로윈 5 (2016년 2월)
- 매지컬 할로윈 6 (2018년 3월)
- 매지컬 할로윈 7 (2019년 12월)

모두 일본에서만 발매되었다.

## 캐릭터
앨리스 위시 하트(アリス・ウィッシュハート, Alice-Wish Heart)
성우: 호리에 유이
주인공. 아직 마법이 서툰 17살의 견습 마녀. 10년 전 할로윈 밤에 일어났던 사고로 부모와 주변 사람들이 실종되어 버린다. 앨리스 자신도 그 전후의 기억을 잃어버리고 있다.
부모리(ブーモリ, Bumori)
앨리스랑 친한 관계인 돼지 사역마. 말버릇은 "부!" 소환 의식이 실패하여 실수로 불완전한 형태로 변한 것 같다. 그 충격으로 기억과 말을 잃었다고 한다.
카보쨩(カボちゃん, Cabo-chan)
앨리스의 집에 정착한 고대의 생물. 호박 형태로만 되어 있는데, 정체는 알려지지 않았지만 할로윈의 밤에는 특별한 힘을 발휘한다. 입에서 여러 가지를 내뱉기도 한다.
로즈마리 베르가모트(ローズマリー・ベルガモット, Rosemarie Bergamot)
성우: 토미자와 미치에
일명 로즈. 앨리스의 라이벌로, 자랑의 마법으로 앨리스를 방해하거나 결투를 도전한다.
사신 (그림 리퍼)(死神（グリムリーパー), Reaper (Grim Reaper))
로즈와 계약을 체결한 상급 몬스터. 모든 몬스터에게 경의는 고고한 존재. 사실 쓸쓸한 존재로 조금 머리도 약하다. 로즈와 계약의 보상은 한 달에 한 번 데이트하는 것.
드라큘라(ドラキュラ, Dracula)
앨리스에 의해 소환되는 바카토리오의 한 멤버. 가장 약한 존재이다.
울프(ウルフ, Wolf)
앨리스에 의해 소환되는 바카토리오의 한 멤버. 강하지도 않고 약하지도 않은 적당한 힘을 가진 존재이다.
프랑켄(フランケン, Franken)
앨리스에 의해 소환되는 바카토리오의 한 멤버. 가장 강한 존재이다.
루비 스펜서(ルビー・スペンサー, Ruby Spencer)
성우: 코바야시 사나에
마법 상점의 점원. 가게 모드로 돌입하면 볼 수 있다.